# Дієта № 0

## Анонс
Студент Іван Харитонов хоче в майбутньому стати лікарем. Він має проблеми з зайвою вагою та різними методами прагне схуднути, саме тому він їде на клінічні випробовування препаратів для схуднення. Там герой проводить 7 днів та ближче знайомиться з дочкою престижного медичного олігарха Марго (вперше дівчину Іван побачив в автомобілі, який на швидкості проїхав через калюжу і облив хлопця). Дівчина виросла в багатстві й з дитинства прагнула лише одного — сяяти. Вона з презирством ставиться до товстуна Вані (як і до усіх інших товстунів в світі), аж поки дивна випадковість не зводить їх разом. Марго називає це помилкою і навіть не здогадується, чим для них обох обернеться ніч на пляжі. Побачивши фото з розгульної вечірки доньки, батько дівчини помирає. Марго звинувачують в збуті наркотиків і вона дізнається, що вагітна. Життя дівчини стрімко котиться униз, Іван же продовжує своє навчання та пропонує своєму знайомому новий метод дієти, який дав результат з часом...

## Сюжет
Після приголомшлового сексу на пляжі ледь протверезіла Марго вкатує Івану страшенну істерику і клянеться, що ніколи більше його не побачить. Вкрай засмучений словами дівчини Іван в одному простирадлі (бо всі речі Марго забрала, а телефон опинився в морі) кидається під машину. Проте, це його не вбиває, а лише переносить на лікарняне ліжко. На аварію виїжджає поліцейський Толік. Парубок теж дуже товстий, і йому начальник неодноразово радить серйозно зайнятися спортом, щоб скинути зайву вагу. Іван з Анатолієм стають кращими друзями.
Молода дружина батька Маргарити Ольга лише прискорює смерть чоловіка, не надаючи вчасно допомоги при інфаркті. Ольга та її брат Роман ще та парочка... Адвокат сім'ї Гончарів Ілля Ілліч виходить на слід кримінального минулого сестри та брата, проте злочинцям вдається позбавитися адвоката; вбивство інсценується під нещасний випадок. В лікарні Ольга підкладає чоловікові на підпис документи. Знаходячись при смерті, той підписує під виглядом медичних документів новий заповіт, у якому з усього майна: будинок, медична компанія,-- 50% переходить у власність дружини. Маргариті ж підкидають наркотики і примушують в обмін на свободу підписати відмову від своєї долі батькового майна. Дівчина дізнається, що вагітна; її хлопець Максим зізнається, що безплідний, а  парубка з пляжу дівчина просто не пам'ятає, бо усі ті товстуни їй здавалися на одне обличчя. Вагітну дівчину забирає у свою маленьку квартирку управляюча Валентина Степанівна, яка виховала Марго з дитинства, і була після смерті її рідної матері як друга мати.
Іван категорично вирішує не продовжувати хірургічну практику, а стати лікарем-дієтологом. Оскільки грошей нема, він ставить експерименти на мишах, на собі і запрошує до співпраці друга Толіка.
Проводячи наукову роботу за кордоном, Іван досягає вражаючих результатів. Він за шість років стає провідним дієтологом Європи. І він сам, і друг Толік тепер не два товстуни, а симпатичні спортивного виду молоді чоловіки. Івана запрошують на батьківщину, де в рамках холдингу Гончар Медікал Груп  (GMG) саме відкривається центр контролю за вагою. Харитонову запропоновано очолити новий центр.
Толік випадково потрапляє на прийом до Марго. Дівчина навчається і працює. У неї практика у місцевій поліклініці і чимало вдячних пацієнтів. Отримавши допомогу, Анатолій згадує про задавнену проблему із травмою друга. Іван пізнає своє кохання і всіляко намагається уникнути спілкування, прота Толік дуже наполегливий. Іван не лише відвідує сеанси масажу, а й погоджується прийняти Марго, як фахівця у свій центр. Маргарита саме отримує диплом про закінчення медуніверситету.
Із збаламошеної білявки Марго стає врівноваженою молодою лікаркою, люблячою матіррю чудового хлопчика Льоші. Її давня мрія -- потрапити до Гончар Медікал Груп, вивести на чисту воду шахраїв Ольгу та Романа, і повернути минулу добру славу дітища її батька. Також Марго мріє помститися забутому батькові її сина. Колектив радісно прийняв молоду лікарку, але новий бос Іван Харитонов усіляко завалює підлеглу роботою. Марго навіть не підозрює, що ініціатива виходить не від Харитонова, а від Ольги. Не дивлячись на те, що Харитонову надані широкі права з підбору і найму персоналу, через фінансового директора Клима Ольга і Роман знають і контролюють усе.
Толіку також дуже подобається Марго. Він навіть оголошує Івану, що Марго його дівчина. Проте Маргарита обирає Івана. Не в останню чергу причиною вибору стало дуже хороше ставлення Івана до сина Марго Олексія і взаємне ставлення дитини до чоловіка. Ольга розуміє, що просто позбутися падчерки їм не вдасться. Вони із Романам вирішують вбити дівчину. Іван дізнається, що його втемну використовували шахраї і через центр контролю за вагою проводили відмивання готівки від кримінальних оборудок.
На допомогу приходить Ірина. Дівчина дуже поважала засновника компанії і шість років плекала надію помститися за його смерть. Таким чином, у Марго, Анатолія та Івана з'являється ще одна спільниця. Ірина неодноразово попереджала Марго про козні Ольги з Романом. Ольгу, Романа та їх спільника Клима заарештовують. Під час сутички куля, призначена Марго, потрапляє в Івана. Між молодими людьми спалахує кохання. Та Іван дуже боїться розкритися Марго. Йому стає відомо, що Льоша його рідний син, проте Марго нічого слухати не бажає, оскільки вважає Івана винуватцем того, що фотографії з Іванового телефону потрапили в жовту пресу, а це спричинило серцевий напад і смерть її батька. Толіку та Ірині вдається відновити хронологію того дня, коли Іван потрапив в аварію, а компроментуючі Марго фото були злиті жовтій пресі.
Ользі вдається втекти з колонії. Вона повторно зустрічається з кілером, який має довести справу до кінця. Проте, події розвертаються так, що злочинці знову опиняються у тюрмі, а дві пари закоханих знаходять своє щастя.

## Акторський склад. Зйомки

### Актори
Головні ролі в романтичному серіалі зіграли популярні актори. Зірка серіалу «Рідня» Клавдія Дрозд-Буніна перевтілилася у фатальну білявку Марго,  Ваню зіграли одразу два актори: скромного студента товстуна — гуморист Олег Маслюк, а успішного лікаря-дієтолога — латвієць Максим Бусел.
По-новому у стрічці розкриються й актори Наталка Денисенко, Станіслав Флоренцев, Гліб Мацібора, Федір Гуринець і багато інших.
- Максим Бусел  - Іван Харитонов (після схуднення)
- Олег Маслюк - Іван в студентські роки
- Клавдія Дрозд - Марго; Маргарита Семенівна Гончар
- Володимир Заєць - Толік після схуднення
- Наталка Денисенко - Ольга
- Тетяна Злова - Ірина, помічник власника компанії

- Дмитро Гаврилов
- Гордій Дзюбинський
- Ірина Рождесвенська
- Станіслав Флоренцев
- Анна Лєбєдєва
- Юрій Лагута
- Олексій Череватенко
- В'ячеслав Василюк
- Катерина Брайковська
- Анастасія Дем'яненко
- Юлія Гапчук
- Гліб Мацибора
- Федор Гуринець
- Петро Ніневський
- Валерія Жилюк
- Артем Вільбік
- Павло Кучеров
- Олена Новікова
- Філіп Маркович
- Олександр Комендантов
- Костянтин Данилюк
- Сергій Ухін
- Дмитро Палеєс

### Зйомки
Знімальний процес проходив в Україні та Латвії, а до акторського складу були залучені представники різних країн, у тому числі російська акторка Оксана Сташенко, яка виконувала другорядну роль.
Певна частина зйомок проводилася в Ризі, в старій частині міста. У глядача є можливість милуватися пейзажами старовинних вуличок старої Риги.
Морські пейзажі побережжя близ Юрмали також прикрашають фільм.
Зимові сцени знімалися влітку в Києві; коли стовбчик термометра піднімався вище +30 градусів, актори на зйомочному майданчику саме наряджали новорічну ялинку.
Усі сцени, де зазвичай в кадрі працюють каскадери, Максим Бусел провів сам, демонструючи неабияку спритність і хорошу фізичну форму.
Ряд акторів, що грали учасників зборів людей з надлишковою вагою, використовували спеціальні накладки, щоб візуально збільшити габарити власних тіл.

## Знімальна група
Сценаристи

- Лев Омельченко
- Тетяна Гнєдаш
- Пилип Маркович
- Олена Післарій

Продюсери
- Тетяна Гнєдаш
- Ілона Гребенюк
- Дарина Орєшкевич
- Сергій Ухін